# Duna (Automarke aus Pereiras)
Duna war eine brasilianische Automarke.

## Markengeschichte
Ein Unternehmen aus Pereiras in der Nähe von Sorocaba begann 1979 mit der Produktion von Automobilen und Kit Cars. Der Markenname lautete Duna, portugiesisch für Düne. 1980 endete die Produktion. Replicar Ltda. setzte die Produktion unter eigenem Markennamen fort.
Es bestand keine Verbindung zur gleichnamigen Automarke Duna aus São José, die ab 1987 vertrieben wurde.

## Fahrzeuge
Das einzige Modell war ein VW-Buggy. Ein Fahrgestell von Volkswagen do Brasil bildete die Basis. Darauf wurde eine offene Karosserie aus Fiberglas montiert, die nur 70 kg wog. Hinter den vorderen Sitzen war eine Überrollvorrichtung. Vorne befanden sich zwei freistehende Scheinwerfer. Ein luftgekühlter Vierzylinder-Boxermotor war im Heck montiert und trieb die Hinterräder an.